# Процесор цифрових сигналів
Процесор цифрової обробки сигналів (процесор ЦОС, англ. digital signal processor, DSP; рос. ЦСП) — це спеціалізований програмований мікропроцесор, призначений для маніпулювання в реальному масштабі часу потоком цифрових даних.
Архітектура сигнальних процесорів має помітні особливості:
- Швидке виконання операцій, характерних для цифрової обробки сигналів, наприклад, операція «множення з накопиченням» (MAC) (Y:=A*B+X) зазвичай виконується за один такт.
- Вільні за часом цикли із заздалегідь відомою довжиною.
- Більшість сигнальних процесорів мають вбудовану оперативну пам'ять, з якої може здійснюватися вибірка декількох машинних слів одночасно.
- Детермінована робота з відомим часом виконання команд, що дозволяє виконувати планування роботи в реальному часі.
- Досить велика довжина конвеєра, так що незаплановані умовні переходи можуть займати відносно багато часу.
- Екзотичний набір регістрів і інструкцій, часто складний для компіляторів. Деякі архітектури використовують VLIW.
- В порівнянні з мікроконтролерами, обмежений набір периферійних пристроїв — втім, існують «перехідні» чипи, що поєднують в собі властивості DSP і широку периферію мікроконтролерів.

## Області застосування
- Комунікаційне обладнання;
- Ущільнення каналів передачі даних;
- Кодування аудіо- і відеопотоків;
- Системи гідро- і радіолокації;
- Розпізнавання голосу і зображень;
- Голосові і музичні синтезатори;
- Аналізатори спектру;
- Керування технологічними процесами;
- Інші області, де необхідна швидкісна обробка сигналів, в тому числі в реальному часі.

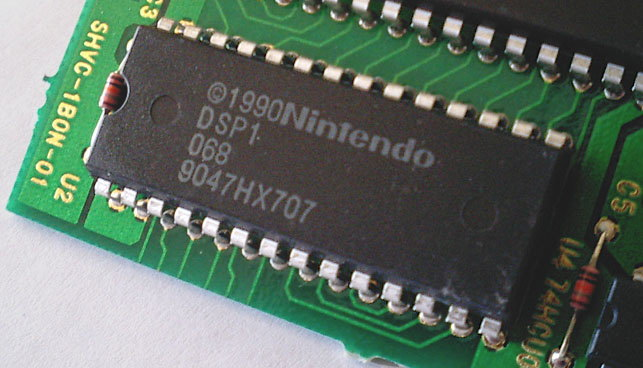
Процесор ЦОС для обробки відео Nintendo

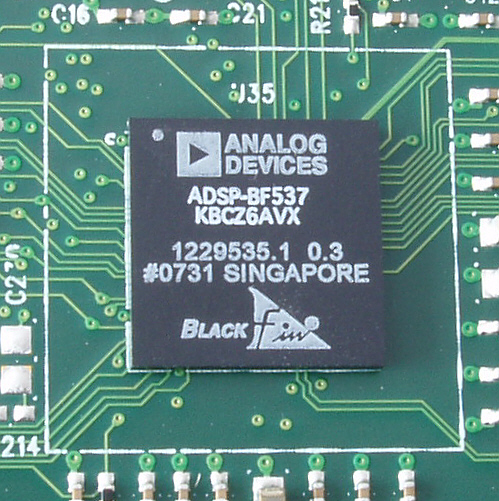
Процесор ЦОС в корпусі BGA

## Історія
До 1980 року декілька компаній виготовили мікросхеми, які можна вважати першими ЦСП. Так, в 1978 Intel випускає «процесор аналогових сигналів» 2120. В його склад входили АЦП, ЦАП і процесор обробки цифрових даних, однак апаратна функція множення була відсутня. В 1979 AMI випускає S2811 — периферійний пристрій, керований основним процесором комп'ютера. Обидві мікросхеми не досягли успіху на ринку.

## Перше покоління (початок 1980-х)
Історію ЦСП розглядають від 1979–1980 років, коли Bell Labs виготовила перший однокристальний ЦСП Mac 4, а також на «IEEE International Solid-State Circuits Conference '80» були показані µMPD7720 компанії NEC і DSP1 компанії AT&T, які, однак, не набулили широкого вжитку. Стандартом де-факто став випущений трохи пізніше кристал TMS32010 фірми Texas Instruments, який багатьма параметрами і вдалими технічними рішеннями переважав вироби конкурентів. Ось деякі його характеристики: Арифметичний блок:
- Розмір слова: 16 біт;
- Розрядність обчислювального пристрою : 32 біт;
- Швидкість: 5 млн операцій додавання або множення в секунду;
- Тривалість командного циклу: 160–280 нс;

Пам'ять:
- Оперативна пам'ять: 144–256 слів;
- Постійна пам'ять програм: 1,5—4 К слів;
- Програмовна постійна пам'ять: до 4К слів (окремі моделі);

Зовнішня шина:
- Розрядність: 16 біт;
- Адресовна пам'ять : 4К слів
- Пропускна здатність: 50 Мбіт/с
- Пристрої введення-виведення: 8 портів по 16 розрядів

## Друге покоління (середина 1980-х)
Завдяки прогресу в технологіях, в цей період були випущені ІС з розширеними функціями порівняно з першим поколінням:
- Збільшено об'єм оперативної пам'яті до 0,5 К слів;
- Додана можливість підключення зовнішньої пам'яті програм і пам'яті даних до 128 К слів;
- Швидкість збільшено в 2—4 рази;
- Покращено підсистеми переривання і введення-виведення.

Набагато пізніше були зроблені наступні вдосконалення:
- Збільшена розрядність даних;
- Знижено напругу живлення і, як наслідок, енергоспоживання;
- Введені режими економії енергії;
- Апаратна підтримка мультипроцесорності (система спільного доступу до зовнішньої пам'яті);
- Апаратна підтримка кільцевих регістрів;
- Апаратна підтримка операцій циклів;
- Розширені способи адресації;
- Дві внутрішні шини даних, що дозволяє значно прискорити парну обробку даних (координати X/Y, дійсна і уявна частина і т. д.), або віртуально подвоїти розрядність оброблюваних даних;
- Введена кеш-пам'ять.

## Третє покоління (кінець 1980-х)
Третє покоління ЦСП прийнято зв'язувати з реалізацією арифметики з рухомою крапкою (комою). Характерні особливості :
- Продуктивність: біля 20-40 млн оп./сек. (MIPS);
- Два блоки оперативної пам'яті по 1 К 32-розрядних слів з можливістю одночасного доступу;
- Кеш-пам'ять об'ємом 64 слова;
- Розрядність регістрів: 32 біт;
- Розрядність арифметичного блоку: 40 біт;
- Регістри для операцій з підвищеною точністю;
- Вбудовані контролери ПДП;
- Розрядність шин: 32 біт для команд і 24 біт для адреси;

## Четверте покоління
Четверте покоління процесорів ЦОС характеризується значним розширенням комплекту команд, створенням VLIW і суперскалярних процесорів. Помітно виросли тактові частоти. Так, наприклад, час виконання команди MAC (Y := X + A × B) вдалось скоротити до 3 нс.
Найкращі (станом на травень 2008) процесори ЦОС можна характеризувати наступними параметрами:
- Тактова частота — 1 ГГц і вище;
- Багатоядерність;
- Наявність дворівневого кешу;
- Вбудовані багатоканальні контролери прямого доступу до пам'яті;
- Продуктивність десь біля кількох тисяч MIPS і MFLOPS;
- Виконання до 8 паралельних інструкцій за такт;
- Сумісність зі стандартними шинами (PCI та ін.)

## Оцінка продуктивності
Для порівняння характеристик різних процесорів ЦОС використовують спеціальні набори тестів, що імітують деякі розповсюджені задачі цифрової обробки сигналів. Кожний тест складається з декількох невеликих програм, які пишуться на асемблері і оптимізуються під задану архітектуру. Ці тести можуть включати такі задачі:
- СІХ- і БІХ-фільтри;
- Множення векторів;
- Декодери Вітербі;
- ШПФ — швидке перетворення Фур'є

Найавторитетнішим пакетом тестів вважається[ким?] тест BTDImark2000 , який крім вказаних алгоритмів включає також оцінку використаної алгоритмом пам'яті, тривалість розробки системи та інші параметри.